# Les Brouzils
Les Brouzils é uma comuna francesa na região administrativa da Pays de la Loire, no departamento de Vendéia. Estende-se por uma área de 41,25 km². Em 2010 a comuna tinha 2 851 habitantes (densidade: 69,1 hab./km²).